# Țerova, Caraș-Severin
Țerova este o localitate componentă a municipiului Reșița din județul Caraș-Severin, Banat, România.

## Legături externe

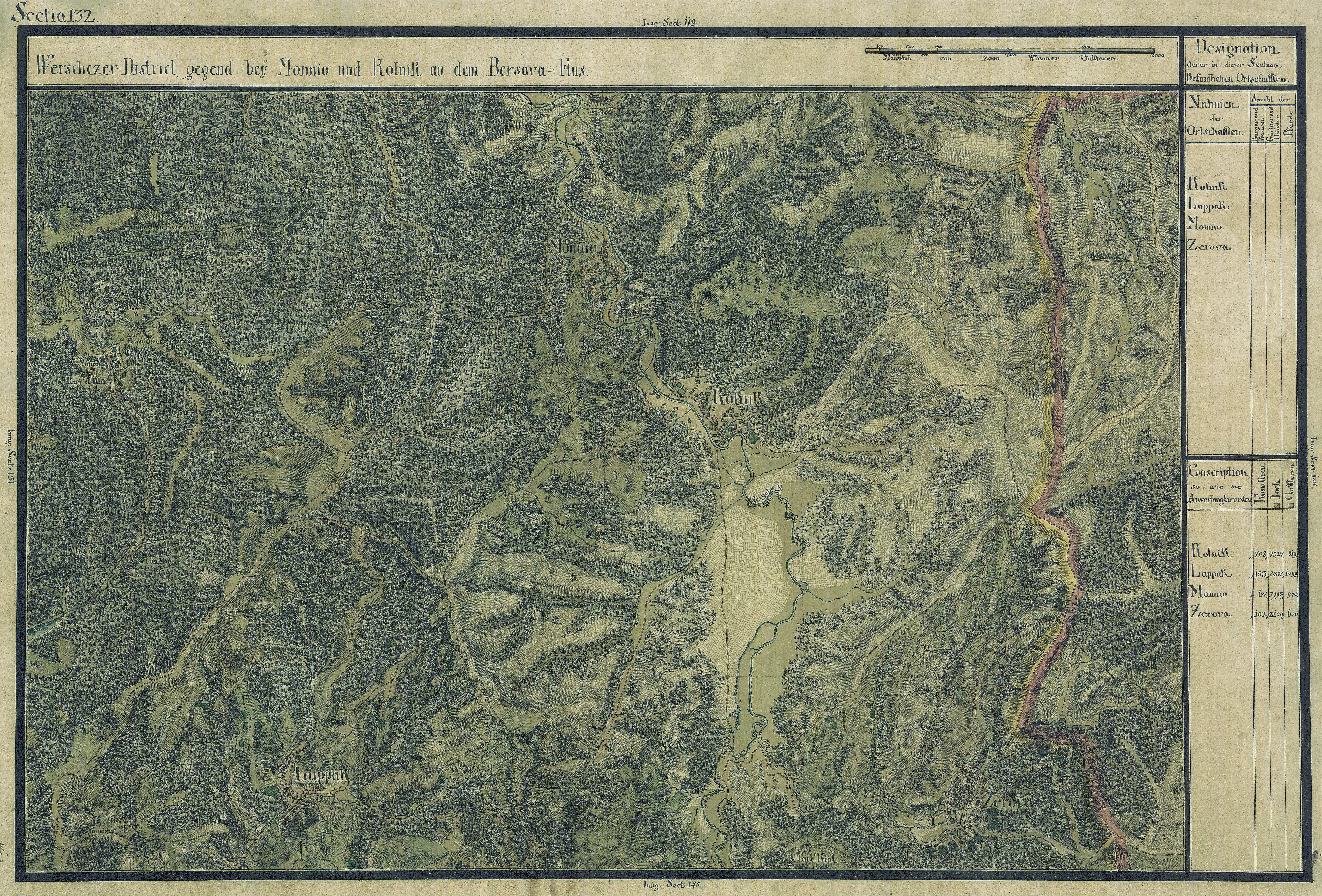
Ţerova în Harta Iosefină a Banatului, 1769-72